# スタン・ショウ
スタン・ショウ（Stan Shaw,  1952年7月14日 - ）は、アメリカ合衆国の俳優。
シカゴ生まれ。アフリカ系アメリカ人。父・エディ・ショウ（Eddie Shaw）はサックス奏者。ソウル・シンガーのサム・クックは従兄弟。
ブロードウェイ・ミュージカル「ヘアー」でデビュー。
柔道家、空手家、柔術家でもあり、柔道黒帯、空手二段である。

## 主な出演作品

### 映画
- ブラック・ハンター Truck Turner (1973)
- The Bingo Long Traveling All-Stars & Motor Kings (1976)
- ロッキー Rocky (1976)
- ヤング・ソルジャー 米海兵隊員/青春の記録 The Boys in Company C (1977)
- ザ・ファイト Tough Enough (1983)
- 未来警察 Runaway (1984)
- ドラキュリアン The Monster Squad (1987)
- ハーレム・ナイト Harlem Nights (1989)
- フィアー/超能力殺人ゲーム Fear (1990)
- フライド・グリーン・トマト Fried Green Tomatoes (1991)
- BODY/ボディ Body Of Evidence (1992)
- ライフポッド〜救命艇 Lifepod (1993)
- ライジング・サン Rising Sun (1993)
- ハウスゲスト/ あんただ～れ？ Houseguest (1995)
- カットスロート・アイランド Cutthroat Island (1995)
- デイライト Daylight (1996)
- スネーク・アイズ Snake Eyes (1998)
- ディトネイター(映画) DETONATOR (2003)

### テレビドラマ
- マネー・チェンジャース/銀行王国 Arthur Hailey's the Moneychangers  (1976)
- ルーツ2 Roots: The Next Generations (1979)
- ヒルストリート・ブルース Hill Street Blues (1985)
- ジェシカおばさんの事件簿 Murder, She Wrote (1985-1994)
- ダーティ・ブル Wiseguy (1989)
- ミッドナイト・コーラー Midnight Caller (1990)
- L.A.ロー 七人の弁護士 L.A. Law (1992)
- Xファイル The X-Files (2002)
- CSI:科学捜査班 CSI: Crime Scene Investigation (2009)